# Ravensdale (Washington)
Ravensdale az Amerikai Egyesült Államok északnyugati részén, Washington állam King megyéjében elhelyezkedő statisztikai település. A 2010. évi népszámlálási adatok alapján 1101 lakosa van.

## Történet
A korábban Learynek hívott település névadója a John Leary telepesről elnevezett Leary Coal Company. A Ravensdale elnevezés a gabonaszállító vagonokból táplálkozó hollókra utal. A Seattle and San Francisco Railway and Navigation Company 1889 körül szénbányászatba kezdett; a bányák később a Northwest Improvement Company tulajdonába kerültek. A településen 1907-ben ezer fő (többségük bányász) élt. Ravensdale 1913. augusztus 15-én kapott városi rangot. Az 1915. november 16-án 13 óra 25 perckor bekövetkező bányarobanásban 31-en vesztették életüket. A baleset miatt a bányát bezárták. Ravensdale az 1920-as években elvesztette városi rangját.

## Éghajlat
A település éghajlata mediterrán (a Köppen-skála szerint Csb).

## Népesség
A település népességének változása:
| Lakosok száma | 816  | 1101 | 555  |
|               | 2000 | 2010 | 2020 |

## Nevezetes személy
- Brandi Carlile, énekes-dalszövegíró[8]

## Fordítás
- Ez a szócikk részben vagy egészben  a   Ravensdale, Washington című angol Wikipédia-szócikk ezen változatának fordításán alapul.  Az eredeti cikk szerkesztőit annak laptörténete sorolja fel. Ez a jelzés csupán a megfogalmazás eredetét és a szerzői jogokat jelzi, nem szolgál a cikkben szereplő információk forrásmegjelöléseként.